# 대한항공 1533편 활주로 이탈 사고
대한항공 1533편 활주로 이탈 사고는 1999년 3월 15일 낮 포항공항에 착륙하던 중 활주로를 벗어나 방호벽과 충돌하여 기체가 두동강난 사건이다.

## 사고 개요
사고 항공기는 승객과 승무원 등 156명을 태우고 김포국제공항을 출발, 포항공항에 도착 예정이었으나, 구름이 짙게 끼고 비가 내리는 공항에 착륙하다가 활주로를 이탈, 활주로 외곽 철조망을 뚫고 방호벽을 들이받은 뒤에야 정지하였다.
이로 인해 항공기는 동체가 두 동강 날 정도로 파손되었으며, 탑승객 76명이 중경상을 입었다. 사고 당시 바람이 심하게 부는 등 악천후가 매우 심했던 것으로 조사되었다.

## 사고 원인
사고 발생 직후, 발생 원인에 대하여 사고 항공기 기장과 건설교통부, 당시 포항공항의 관제를 맡고 있던 해군측의 의견이 서로 엇갈렸었으나, 후일 기체 결함 및 조종사 과실 중 하나인 것으로 폭이 좁혀졌다.

## 같이 보기
- 아메리칸 항공 1420편 활주로 이탈 사고
- 유니 항공 873편 화재 사고
- 대한항공 2033편 활주로 이탈 사고
- 대한항공 8702편 활주로 이탈 사고